# Lars-Gunnar Larsson (läkare)

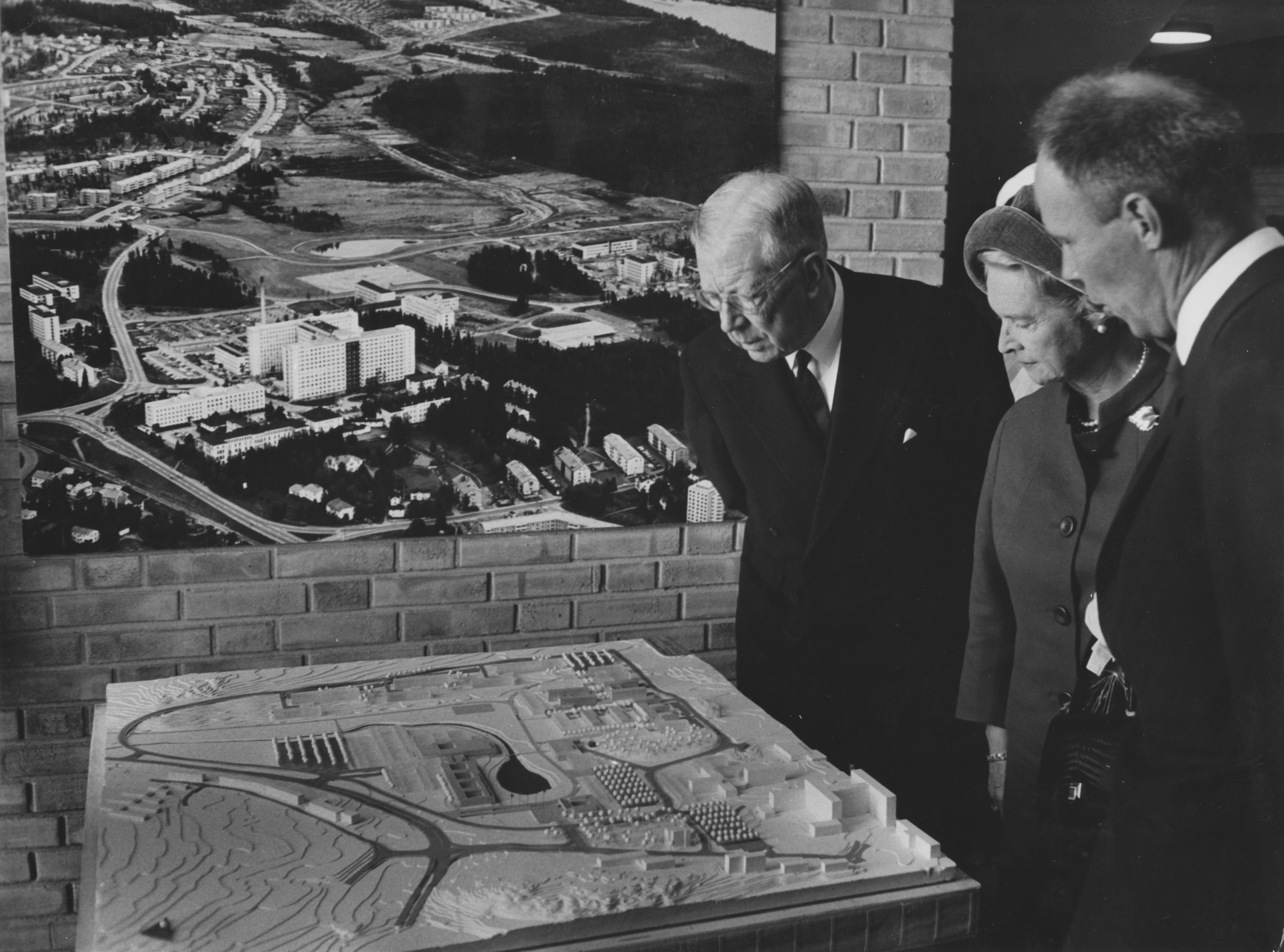
Rektor Lars-Gunnar Larsson visar en modell över universitetsområdet för kung Gustaf VI Adolf och prinsessan Sibylla vid Umeå universitets invigning 1965.

Lars-Gunnar Larsson, född 12 mars 1919 i Katrineholm, död 13 oktober 2009 i Umeå, var en svensk läkare och Umeå universitets förste rektor (1964–1969).

## Biografi
Larsson disputerade 1955 på en avhandling  om radiojodbehandling av giftstruma och blev docent 1956. Åren 1959–1976 var han professor i radioterapi med tumördiagnostik vid Umeå universitet,  byggde upp och var chef  för den onkologiska kliniken. Därefter under åren 1976–1985 var han chef och byggde upp Onkologiskt centrum vid Umeå lasarett. Hans forskning rörde främst klinisk onkologi, nuklearmedicin och cancerepidemiologi.
Larsson var engagerad i högskolefrågor och hade flera expert- och utredningsuppdrag, inte minst inför uppbyggnaden av Umeå universitet. Han tillhörde både 1962 års så kallade Umeåkommitté – som resulterade i att universitet tidigt fick både en matematisk-naturvetenskaplig och en samhällsvetenskaplig fakultet – och 1965 års lokala kommitté "Humeå 65" som låg bakom tillkomsten av universitetets humanistiska fakultet samma år.
År 1986 var han utbildningsdepartementets ensamutredare kring möjligheterna att öka samarbetet mellan de forskningsinstitutioner som då fanns i Umeå – Umeå universitet, FOA, Sveriges lantbruksuniversitet och Arbetsmedicinska institutet – vilket 1987 ledde fram till bildandet av Centrum för miljövetenskaplig forskning (CMF).
Lars-Gunnar Larsson är begravd på Backens kyrkogård i Umeå.

## Andra uppdrag
- 1962–1986 Ledamot av Cancerfondens styrelse
- 1969–1974 Ordförande för Umeå Musiksällskap